# Otakar Caletka
Otakar Caletka (11. září 1913 Vlkoš – 5. listopadu 1944 Dunkerk) byl český tankový velitel, příslušník Československé samostatné obrněné brigády.

## Život

### Před druhou světovou válkou
Otakar Caletka se narodil 11. září 1913 ve Vlkoši na Kyjovsku. Vychodil obecnou školu a dva ročníky školy měšťanské. Tři roky studoval na gymnáziu, poté čtyři ročníky na průmyslové škole, kde i odmaturoval. Na Vysoké škole uměleckoprůmyslové v Praze absolvoval jako externista kurzy architektury, poté působil ve stavebnictví, mj. na výstavbě Československého opevnění.

### Druhá světová válka
Po německé okupaci v březnu 1939 opustil Otakar Caletka Protektorát Čechy a Morava a přes Balkánský poloostrov a Bejrút se dostal do Francie. U zde vznikající Československé armády v zahraničí byl prezentován 4. června 1940 a tedy nedlouho před pádem Francie. Zařazen byl k 3. pěšímu pluku. Po pádu Francie se evakuoval do Spojeného království, kde byl zařazen do 2. pěšímu praporu Československé armády v zahraničí. Mezi lednem a březnem 1941 absolvoval školu pro důstojníky v záloze, důstojnickou zkoušku složil 13. května 1943. Prodělal řadu zdokonalovacích kurzů, v první části roku 1944 tankový výcvik. Po vzniku Československé samostatné obrněné brigády v září 1943 byl zařazen do 2. roty jejího 2. praporu. Dne 18. srpna 1944 byl ustanoven velitelem tankové čety a v září téhož roku byl odvelen na evropské bojiště. Brigáda se účastnila obléhání Dunkerku. Dne 5. listopadu 1944 velel své tankové četě při výpadu proti nepříteli. Během stahování najel jeho tank na minu a Otakar Caletka zahynul. Pohřben byl na vojenském hřbitově v Adinkerke.

## Posmrtná ocenění
- Otakar Caletka byl v roce 1946 in memoriam postupně povýšen na poručíka a nadporučíka